# Islands økonomi
Islands økonomi er en lille og åben økonomi. Den er i de sidste år blevet mindre afhængig af fiskerierhvervet. I 1970 stod fisk for hele 90 % af eksportindtægterne, dette er gradvist blevet reduceret, men står fortsat for næsten 40 % af eksportindtægterne. Økonomien er dermed fortsat sårbar for udsving i fiskebestanden og priserne på verdensmarkedet. Af Islands ca. 180.000 arbejdsaktive personer arbejder ca. 7.200 med landbrug og fiskeri (2007). Landets velstand har traditionelt været afhængig af svingninger i fiskefangster og -priser, men det har været ført en bevidst politik i at udvikle andre industrier. Vandkraft og jordvarme har dannet grundlaget for satsning på aluminiums- og ferrosilisiumfabrikker. Andre vækstområder er programvare udvikling, bioteknologi og bank- og finanserhvervet. De største handelspartnerne er Holland, Storbritannien, Tyskland, Spanien, Japan og USA (eksport). Island importerer mest fra Tyskland, Sverige, USA, Danmark og Norge.
Turismen har ekspanderet i 2000-tallet; eksportværdien af turisterhvervet er vokset fra 30,5 millioner ISK i 2000 til 47 milliard ISK i 2006. Antallet af overnatningsdøgn fra udenlandske turister steg fra ca. 586.000 i 2000 til 1.015.000 i 2007. Næsten 20 % af disse var fra Storbritannien; briterne havde 194.000 hoteldøgn her i 2007. Den næst vigtigste nationalitet, målt i antal hoteldøgn, er USA, med ca. 106.000 hoteldøgn i 2007.
Alligevel dominerer fiskerinteresserne landets økonomiske politik, og frygten for at miste råderetten over fiskeressourcer er den vigtigste grund for EU-modstanden i Island.[kilde mangler]

## Islands økonomiske udvikling
1930'erne
Fra ca. 1935 var der en stor mangel på udenlandsk valuta. Den islandske valuta var overvurderet på grund af livlig aktivitet med minimal arbejdsløshed, selvom renten var høj og prisniveauet var stigende. Det forværrede valutasituationen, da man fastholdt de udenlandske Vekselkurser; Valutarestriktionerne forhindrede ikke en stadig stigende privat og offentlig gæld til udlandet, hovedsagelig til England, Danmark og Sverige. 
Ved begyndelsen af 2. Verdenskrig blev den islandske gæld til udlandet på ca. 100 mill. isl. kroner, som målt efter landets befolkningsantal må regnes for at være en stor gældsbyrde, da mulighederne for et eksportoverskud på grund af krigen var begrænset. I sidste halvdel af 1939 blev Islands økonomi yderligere forværret på grund af at fangsten af sild ved Nordisland svigtede, da denne fangst var en vigtig del af landets eksport. 
1940'erne
Allerede i sommeren 1940 kom der på grund af krigsudbruddet store prisstigninger på de fleste islandske eksportvarer, som hovedsagelig var fisk, tran, sildeolie og andre sildeprodukter. Særlig markedet for nedsaltede og dybfrosne fisk var attraktivt, da englænderne betalte en god pris. Også samhandelen med Amerika blev udvidet.
Den 10. Maj 1940 blev Island besat af engelske tropper og den store arbejdsløshed i byerne, blev på grund af besættelsesmagtens behov for arbejdskraft fra efteråret 1940 ændret til, at der var mangel på arbejdskraft. 1941 indgik den islandske regering en aftale med det på det tidspunkt neutrale U.S.A. om at overtage landets forsvar, og den 7. Juli 1941 blev amerikanske tropper stationeret i Reykjavik. Det førte til en stor indstrømning af udenlandsk valuta i form af US$ og forsyningsproblemerne blev løst. De islandske bankers udenlandske tilgodehavender i juni 1945 på 582 mill. ISK.
På grund af den store pengerigelighed, der var skabt af udenlandsk valuta i krigsårene, var rentens niveau faldet betydeligt i forhold til førkrigsårene; dog kom den islandske centralbank Seðlabanki Íslandss diskonto aldrig under 4 %.
I de første 3 år efter krigen blev fiskeri og handelsflådens tonnage fordoblet, og fiskeindustrien blev udvidet med sildefabrikker, fryserier m.m. Også landbruget blev moderniseret. Tilbagetrækningen af de fremmede tropper resulterede i et stort fald i tilgangen af fremmed valuta og i 1947 var de udenlandske tilgodehavender kun 38 mill. ISK. 
Allerede i 1947 var valutamangelen blevet følelig, importrestriktionerne blev skærpet og en omfattende investeringskontrol blev iværksat. I 1947 var bankernes udlån steget kraftigt og inflationsprocenten var stigende.
I slutningen af 1949 var der akut mangel paa fremmed valuta, skarp rationering af konsumvarer, investerings kontrol, varemangel, sortbørshandel af fremmed valuta og varer. 
1970'erne
Fra 1975 steg forbrugerpriserne i gennemsnit med over 50% om året, forstærket af lønindeksering og hyppige devalueringer. 
I 1970'erne udkæmpede islændingene hele to torskekrige mod Storbritannien, der ikke ville godkende, at islændingene krævede eneret for deres fiskere indtil 200 sømil (385 kilometer) fra Islands kyst. Storbritannien sendte krigsskibe til Island, men forgæves, Island vandt torskekrigen og 200 sømile grænsen er nu en regel, der gælder over hele verden. Eneretten til fiskefarvandene omkring Island var vigtig for landets fremtidige økonomiske udvikling. 
1990'erne
I 1990'erne blev inflationen bragt ned på niveau med OECD-gennemsnittet, og valutakursen blev i højere grad anvendt som et fast nominelt anker frem for som en tilpasningsmekanisme.
Økonomien på Island var ustabil, men præget af høj økonomisk vækst, lav inflation og lav arbejdsledighed. 
Den økonomiske vækst, målt i ændringer i BNP varierede meget i 1990erne, med en nedgang på over 3% i 1992, men også flere år med vækst på 5-6 %. I perioden 1996 til 2000 havde Island i følge Islands statistik en vækst på over 4 % hvert år.
Valutaen blev devalueret flere gange i 1990'erne. Islands Centralbank (Seðlabanki Íslands) devaluerede den islandske krone med 6% i 1992, og senere 4 gange på mindre end 12 måneder i 1998-99. 
2000'erne
I den første halvdel af 2000-tallet fortsatte den økonomiske vækst. Den industrielle udbygning blev stadig udvidet, og særlig bygningen af det store energi- og aluminiumværk i det østlige Island 2003 har bidraget til dette. Den samlede investering i dette anlæg svarer over 30% af Islands BNP i 2003.
Imidlertid har Island fået store problemer i 2007-08, bl.a. på grund af overophedning i økonomien og subprime-lånekrisen. Finanssektoren blev en stor og dominerende faktor; den udgjorde 90% af omsætningen på den islandske børs i starten af 2008, og de islandske banker var 9 gange større enn Islands samlede BNP. Dette gjorde at finanserhvervene indtil 2008 havde en meget stor indflydelse i udviklingen af Islands økønomi.
Faktorer som var med til at øge handelsunderskudet og inflationen: 
- Bygningen af energi- og aluminiumværket i 2003
- Liberaliseringen af finanserhvervene. Private banker kunne nu udlåne penger til private mod kaution, det medvirkede at lånetagningen, og dermed det private forbrug blev øget.
- Reduktionen af direkte og indirekte skatter, som sammen med en forøgelse i folks indtægter, gav en hurtig vækst af den disponible indtægt.

Den islandske centralbank har holdt styringsrenten høj for at forsøge at afkøle økonomien og holde inflationen nede. Inflationen var 6,9% i 2006, 5,9% i 2007 og har ligget over 6% det meste af 2008. I december 2008 lå den årlige inflation på 18,1%. Dette overstiger inflationsmålet som blev sat i 2001, på 2,5%. Centralbankens udlånsrente har steget gradvis fra 2004, og har fra april til januar 2009 derfor ligget på rundt 15%. Dette er det højeste niveau siden foråret og sommeren 1989.
Efter en periode, hvor islandske finansinstitutioner har foretaget meget store investeringer i udlandet, er der opstået usikkerhed om landets kreditværdighed. Valutaspekulationer mod den islandske krone reducerede i foråret 2008 dens værdi med 23%, hvilket tvang den islandske centralbank til at forhøje renten, hvoraf fulgte et pres på den indenlandske likviditet. I maj 2008 trådte de nordiske centralbanker til og garanterede Island trækningsrettigheder på 1,5 mia EUR.
Under den internationale finanskrise, der udviklede sig i efteråret 2008, blev den islandske krone meget hårdt ramt, og fra midten af september voksede presset så voldsomt, at den islandske krone mistede yderligere 60% af sin værdi, indtil handelen med islandske kroner stort set blev indstillet fra den 9. oktober 2008. På dette tidspunkt var kursen faldet til 2,44 d.kr. for 100 islandske mod en kurs pr. 1. januar 2008 på 8,01. En økonomisk redningspakke med en værdi på op til omkring 2 mia. US$ blev herefter sammensat med støtte fra flere nordiske lande samt Den Internationale Valutafond.
I efteråret 2008 overtog den islandske stat kontrollen med landets tre største banker: Landsbanki, Glitnir og Kaupthing. 
Islands bruttonationalprodukt (BNP) faldt i 2009 med 9,1 pct. Island har stadig store problemer med at stabilisere økonomien.
Storbritannien og Holland kræver omkring 28 mia. kr. tilbage for tabet på internetbanken Icesaves sammenbrud. Med 33 stemmer for og 30 imod vedtog Altinget 30. december 2009 at tilbagebetale milliardlånet til Storbritannien og Holland. Gælden svarer til omkring 85.000 danske kroner for hver af landets omkring 330.000 indbyggere. Den islandske præsident, Olafur Ragnar Grimsson nedlagde veto mod regeringens første aftale om at betale gælden tilbage. 
2010'erne
I de første måneder af 2010 har stigende arbejdsløshed og dårlig økonomi betydet at de økonomiske problemer forværres.
Den britiske regerings anvendelse af antiterror-loven, for at indefryse Icesave-kontoerne i Storbritannien gjorde at at den anspændte stemning, der siden Torskekrigen fra 1958-1975, har været mellem de to lande, opnåede et nyt dybdepunkt
Den 5 marts 2010 var der folkeafstemning om tilbagebetalingsaftalen. 93,2 procent af islændingene stemte nej til Icesave-loven. Uanset resultat forventer den islandske regering at genoptage forhandlingerne hurtigt med Holland og Storbritannien.